# Charlie Mariano
Charlie Mariano, nato Carmine Ugo Mariano (Boston, 12 novembre 1923 – Colonia, 16 giugno 2009), è stato un sassofonista statunitense.

## Biografia
Nato a Boston da genitori italiani, originari di Fallo (Provincia di Chieti), ha vissuto negli Stati Uniti fino al 1971, anno in cui si è trasferito in Germania.
Ha collaborato con Chet Baker, Bud Shank, Charles Mingus, Chico Hamilton, Maynard Ferguson, Shelly Manne e con gli Embryo dal 1973 al 1980.

## Discografia parziale
- 1949 – Octet
- 1951 – Boston All Stars
- 1955 – Quartet
- 1961 – The Toshiko - Mariano Quartet
- 1967 – Iberian Waltz
- 1971 – Blue Stone
- 1974 – Reflections
- 1980 – Life
- 1983 – Jyothi
- 1984 – Tears of Sound
- 1985 – Plum Island
- 1992 – Blue Camel[1]
- 1993 – Seventy
- 1996 – Summertime in Venice
- 1997 – Nassim
- 2002 – Frontier Traffic
- 2003 – Deep in a Dream